# Желяково
Желя́ково (каз. Желяков) — село у складі Кизилжарського району Північноказахстанської області Казахстану. Входить до складу Вагулінського сільського округу, раніше входило до складу ліквідованої Красноярської сільської ради.
Населення — 115 осіб (2021; 198 у 2009, 314 у 1999, 403 у 1989).
Національний склад станом на 1989 рік:
- росіяни — 100 %.